# Nowa Wieś Książęca
Nowa Wieś Książęca (deutsch Fürstlich Neudorf) ist eine Ortschaft mit einem Schulzenamt der Landgemeinde Bralin im Powiat Kępiński der Woiwodschaft Großpolen in Polen.

## Geschichte

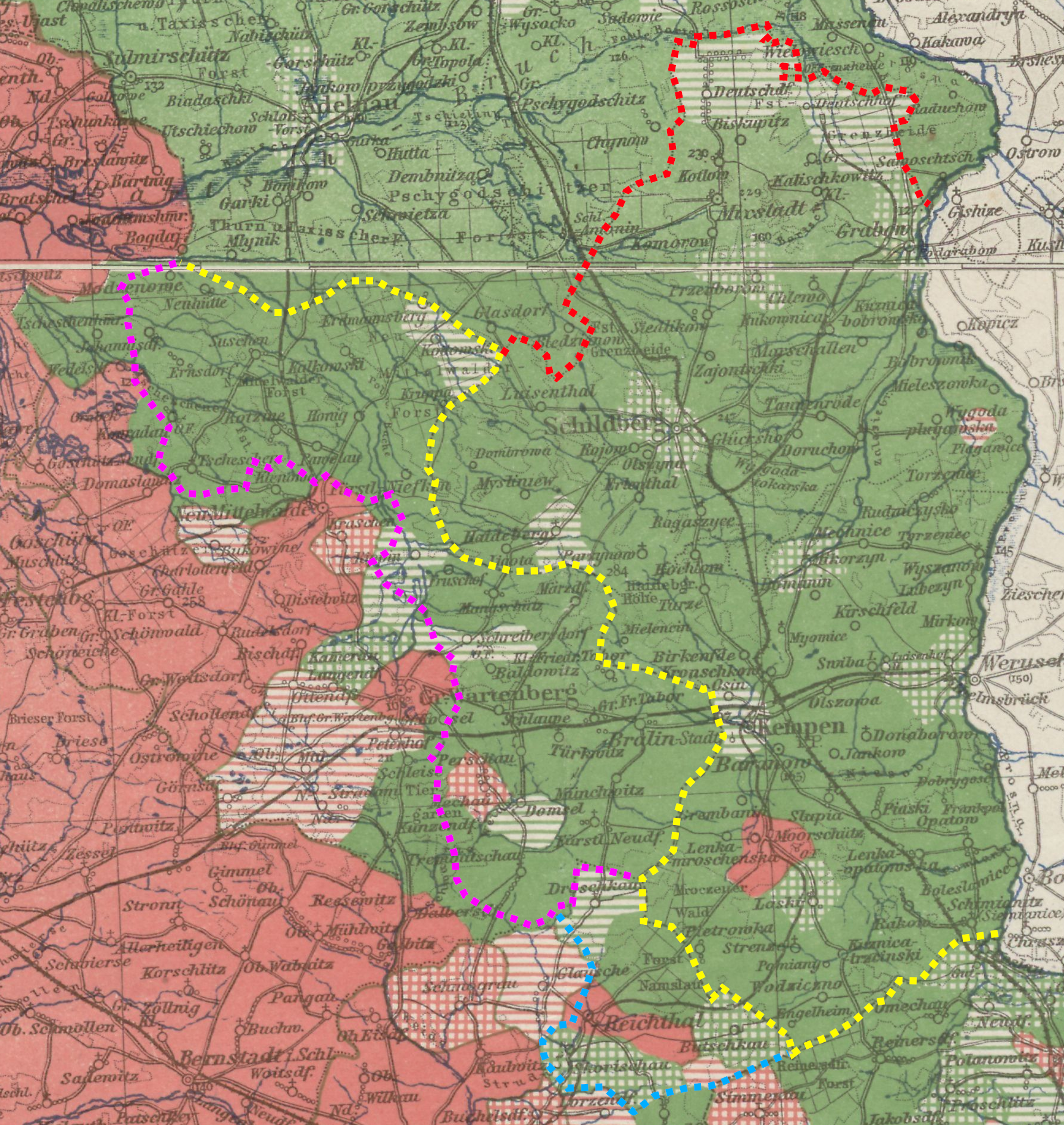
Sprachkarte aus dem Jahr 1910: Gelbe gestrichelte Linie: schlesisch-großpolnische Grenze, rosarote gestrichelte Linie: neue Grenze aus dem Jahr 1920

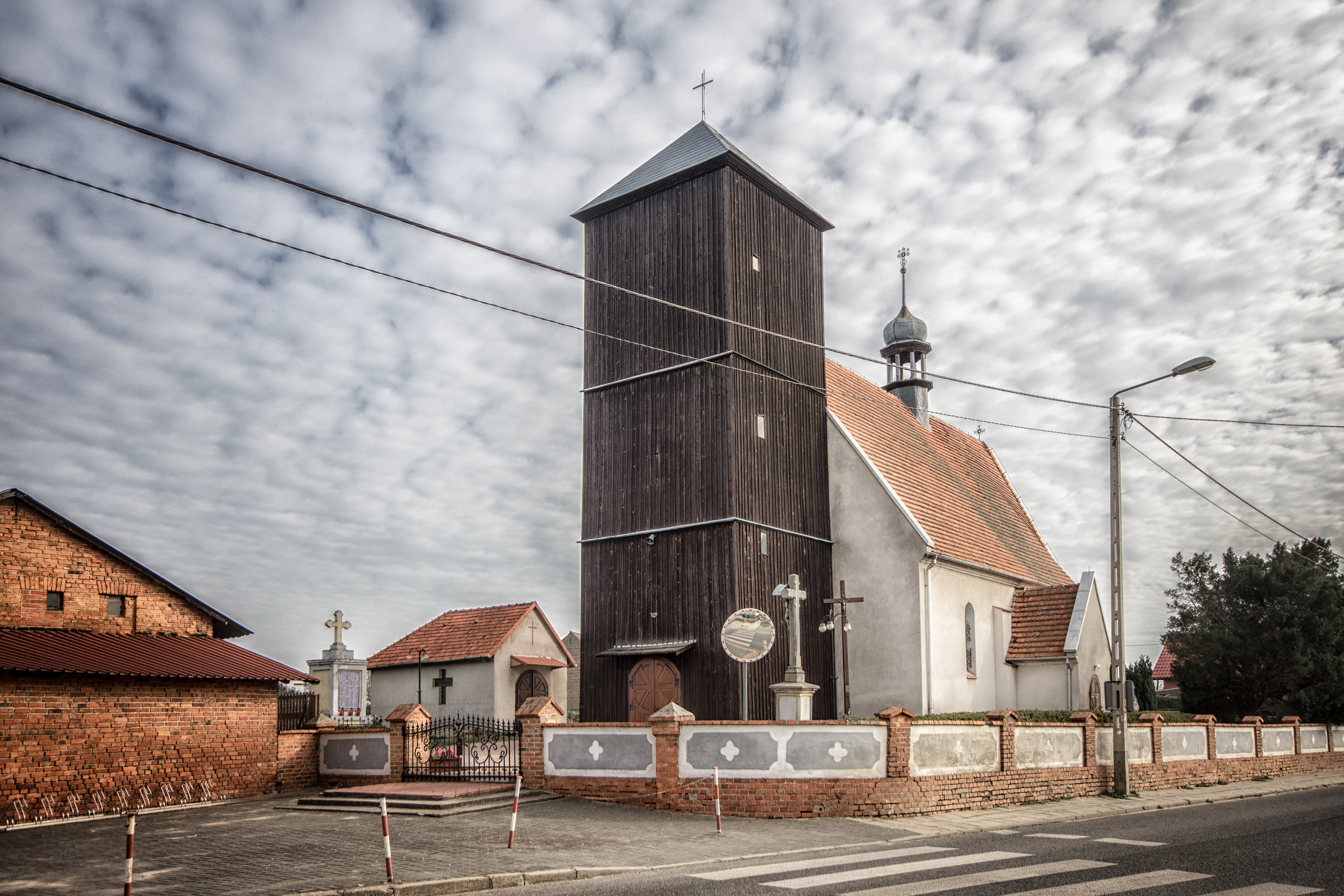
Ortskirche

Der Ort mit einer Pfarrkirche auf einem örtlichen Hügel und der Pfarrer Bernhard Gaffron wurde im Jahr 1440 erstmals urkundlich erwähnt. Im 16. Jahrhundert wurde das Dorf in die heutige Stelle unter dem Namen Nowa Wieś bzw. Neudorf verlegt, der Hügel wurde zum Altdorf. Das Adjektiv Książęca bzw. Fürstlich wurde später hinzugefügt. 1803 wurde das Dorf Opfer eines Brands. Im nächsten Jahr wurde das heutige Pfarrgebäude gebaut.
Fürstlich Neudorf gehörte von 1818 bis 1920 dem schlesischen Landkreis Groß Wartenberg an. Mit dem überwiegend polnischsprachigen Ostteil des Landkreises wurde Nowa Wieś Książęca zum 10. Januar 1920 infolge des Versailler Vertrags vom Deutschen Reich an das wiedergegründete Polen abgetreten. Seitdem ist Nowa Wieś Książęca mit der Woiwodschaft Posen bzw. Großpolen verbunden, zunächst im Powiat Kępiński.
Im Jahr 1921 gab es in der Gemeinde Nowawieś Książęca im Powiat Kępno 127 Häuser mit 666 Einwohnern, 493 hielten sich für deutscher, 173 für polnischer Nationalität, 655 waren römisch-katholisch, 11 evangelisch. Im Gutsgebiet gab es dagegen 9 Häuser mit 134 Einwohnern, davon 71 Deutsche, 63 Deutsche, 125 Römisch-Katholiken und 9 Evangelische.
Beim Überfall auf Polen 1939 wurde das Gebiet von den Deutschen besetzt und dem Landkreis Kempen im Reichsgau Wartheland zugeordnet.
Von 1975 bis 1998 gehörte Nowa Wieś Książęca zur Woiwodschaft Kalisz.